# ガール!ガール!ガール! (映画)
『ガール!ガール!ガール!』（原題：Girls! Girls! Girls!）は、1962年制作のアメリカ合衆国の映画。ノーマン・タウログ監督、エルヴィス・プレスリー主演。
『ブルー・ハワイ』に続いて、ハワイを舞台にしたプレスリー主演作品である。

## キャスト
※括弧内は日本語吹替（初回放送1974年6月8日『土曜映画劇場』）
- ロス・カーペンター：エルヴィス・プレスリー（津嘉山正種）
- ロビン・ガントナー：ステラ・スティーヴンス
- ローレル・ダッジ：ローレル・グッドウィン
- ウェズリー・ジョンソン：ジェレミー・スレート
- キン・ヤング：ベンソン・フォン